# جورج الكيوس
جورج الكيوس (بالإنجليزية: Giorgos Alkaios)‏ (مواليد 24 ديسمبر 1971) هو مغني يوناني بدأ مشواره الفني في 1989.مثل اليونان في مسابقة الأغنية الأوروبية 2010 وحل في المركز الثامن.